# Vorster
Een vorster (ook: dorpsdienaar) was tijdens het feodale tijdperk een functionaris in het dorpsbestuur die onder meer de functie had van deurwaarder. De term was vooral in zwang in het Hertogdom Brabant. 
De vorster moest dagvaardingen bezorgen namens de schepenbank. Ook las de vorster vaak de besluiten van autoriteiten, zoals de hertog of de hoogschout, en had aldus de functie van gerechtsbode. Vaak was de vorster tevens een soort ordebewaarder en assistent van de schout. De functie van vorster stond dan ook in aanzien.
Na de opheffing van het feodale stelsel werd een deel van de functies van de vorster overgenomen door de veldwachter (garde champêtre).